# Al Abrag
Al Abrag (arabă الأبرق) este un oraș în districtul Darnah, Libia.